# Лома (присілок)
Ло́ма (рос. Лома) — присілок у складі Афанасьєвського району Кіровської області, Росія. Входить до складу Ічетовкінського сільського поселення.
Населення становить 36 осіб (2010, 55 у 2002).
Національний склад станом на 2002 рік — росіяни 98 %.